# Дессауэр, Йозеф
Йозеф Дессауэр (нем. Josef Dessauer; 28 мая 1798, Прага — 8 июля 1876, Мёдлинг, Австро-Венгрия) — австрийский композитор, музыкант, пианист.

## Биография
Родился в семье крупного еврейского негоцианта. Обучался игре на пианино в Пражской консерватории у Фридриха Диониса Вебера и Вацлава Яна Томашека (композиция), который познакомил его с Франтишеком Палацким, ставшим впоследствии его близким другом.
После смерти отца в 1825 году, переехал в Вену, и вскоре полностью посвятил себя музыке.
В 1831 отправился в Париж, где быстро завоевал большую популярность в литературных и музыкальных кругах. Среди его близких друзей были Гектор Берлиоз , Джакомо Мейербер, Джоаккино Россини и Фроманталь Галеви. Ференц Лист сочинил фортепианную транскрипцию трёх его любимых песен, Фредерик Шопен посвятил ему два свои полонеза (Deux polonaises, op. 26). Много лет Йозеф Дессауэр переписывался с Жорж Санд.

## Творчество
Для творчества композитора характерен широкий диапазон жанров. Он автор опер, камерной и симфонической музыки, многих вокальных и инструментальных сочинений и других оркестровых произведений, но наибольшего успеха достиг как  автор песен. Сочинил более двадцати песенных циклов. Его по праву считают достойным преемником Франца Шуберта в песенной области. Его сочинения основаны на фольклорных песнях народов Европы.
Кроме того, им написаны оперы: «Ein Besuch in Saint-Cyr», поставленная в Дрездене в 1838 г.; «Lidwinna», поставленная в Праге в 1840 г. (либретто Карла Эгона Эберта), «Paquita» и «Dominga oder Die Schmuggler in den Pyrenäen» (другое название «Dominga oder Die Freier von Oléron», Вена, 1860).